# Comuna de Wieczfnia Kościelna
Wieczfnia Kościelna (polaco: Gmina Wieczfnia Kościelna) é uma gminy (comuna) na Polónia, na voivodia de Mazóvia e no condado de Mławski. A sede do condado é a cidade de Wieczfnia Kościelna.
De acordo com os censos de 2004, a comuna tem 4188 habitantes, com uma densidade 35 hab/km².

## Área
Estende-se por uma área de 119,81 km², incluindo:
- área agrícola: 79%
- área florestal: 15%

## Demografia
Dados de 30 de Junho 2004:
|                      | Total   | Total | Mulheres | Mulheres | Homens  | Homens |
| -------------------- | ------- | ----- | -------- | -------- | ------- | ------ |
|                      | pessoas | %     | pessoas  | %        | pessoas | %      |
| População            | 4188    | 100   | 2069     | 49,4     | 2119    | 50,6   |
| Densidade (pop./km²) | 35      | 100   | 17,3     | 17,3     | 17,7    | 17,7   |

De acordo com dados de 2002, o rendimento médio per capita ascendia a 1378,08 zł.

## Comunas vizinhas
- Dzierzgowo, Iłowo-Osada, Janowiec Kościelny, Mława, Szydłowo